# Pithecheir parvus
Pithecheir parvus — вид гризунів з родини мишевих, поширений на Малайському півострові, на південь від перешийка Кра.

## Морфологічна характеристика
Довжина голови і тулуба від 156 до 175 мм, довжина хвоста від 179 до 205 мм, довжина лапи від 26 до 30 мм, довжина вух від 15 до 19 мм, вага до 135 грамів. Волосяний покрив дуже довгий і м'який, позбавлений колючого волосся і виступає на 18 мм за основу хвоста. Верхня частина коричнево-червона. Черевні частини кремово-білі з жовто-коричневими відблисками вздовж боків і на підборідді. Вуха короткі і напівпрозорі. Морда відносно коротка. Лапи тілесного кольору, зовні вкриті дрібними білими волосками. Хвіст довший за голову і тулуб і не має волосся за межами основи. Каріотип 2n = 50, FN = 64.

## Середовище проживання
Мешкає у вологих або первинних тропічних лісах на висоті до 1200 метрів. Він також зустрічається у вторинних лісах, хоча рівень толерантності невідомий.

## Спосіб життя
Це деревний і нічний вид. Харчується частинами рослин.